# Objet volant non identifié
« OVNI » redirige ici. Pour les autres significations, voir OVNI (homonymie) et UFO.

Une des photos prises par George Stock à Passaic dans le New Jersey (États-Unis) le 29 juillet 1952, censée montrer un ovni.

Un objet volant non identifié, généralement désigné sous l'acronyme ovni, est un phénomène aérien que des témoins affirment avoir observé ou qui a été enregistré par des capteurs (caméra vidéo, appareil photographique, radar, etc.) sans avoir pu être identifié, dont on ne connaît pas l'origine ou la nature exacte et qui reste inexpliqué, parfois même après enquête approfondie.
Le sigle anglais UFO (unidentified flying object) fournit la racine du mot « ufologue », personne étudiant le phénomène ovni. La discipline qui en découle est l'ufologie. Le soucoupiste est un amateur qui croit au phénomène ovni, par opposition aux ufologues qui défendent une approche scientifique et rigoureuse. Les ovnis sont parfois désignés sous l'acronyme MOC, « mystérieux objet céleste », créé par Jacques Vallée, ou encore l'acronyme PAN, « phénomène aérospatial non identifié », créé par le CNES pour désigner un phénomène atmosphérique ou extra-atmosphérique inexpliqué.
Selon l'astronome J. Allen Hynek, des dizaines de milliers de témoignages ont été relevés à travers le monde.
Dans la culture populaire, le terme ovni est généralement utilisé pour désigner un vaisseau spatial habité par des extraterrestres, et appelé soucoupe volante.

## Les premières observations

### Fusées et chasseurs fantômes

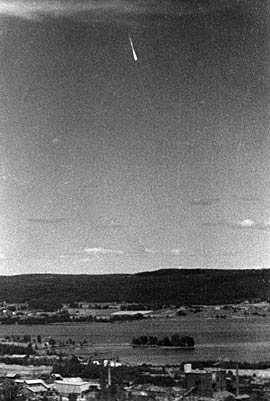
« Fusée fantôme » photographiée le 9 juillet 1946 en Suède.

Les premières observations modernes d'aéronefs non identifiés datent de la Seconde Guerre mondiale : des pilotes observent des chasseurs fantômes (foo fighters, « chasseurs fantômes », ou kraut-bolids, « bolides de Boches »).
En 1946, les médias font état de plus de 2 000 témoignages d'aéronefs non identifiés principalement dans les pays scandinaves, mais aussi en France, au Portugal, en Italie et en Grèce. Ces aéronefs sont baptisés fusées fantômes car les gens croient que ces objets mystérieux émanent du Centre de recherches de l'armée de Peenemünde (en) et sont des essais soviétiques de nouveaux prototypes de fusées V1 ou V2 prises aux Allemands dans le but d'intimider l'Europe de l'Ouest.
Mais ces appellations sont rapidement détrônées par celle des soucoupes volantes à la suite du témoignage médiatisé d'un homme d'affaires américain, Kenneth Arnold, qui mobilise l'attention de la presse mondiale en 1947

### L'observation de Kenneth Arnold

Extrait du rapport manuscrit de Kenneth Arnold envoyé le 12 juillet 1947 à l'armée de l'air des États-Unis et comportant le dessin d'un « objet arrondi à l'avant et triangulaire à l'arrière ».

Le 26 juin 1947, Kenneth Arnold, pilote américain, raconte sur les ondes de KWRC (une radio de Pendleton, dans l'Oregon) l'observation qu'il a faite quarante-huit heures plus tôt alors qu'il volait dans son avion privé près du mont Rainier, dans l'État de Washington. Il rapporte avoir vu le 24 juin, sans pouvoir les identifier, neuf objets circulaires à l'avant et triangulaires à l'arrière, très brillants et très rapides, volant en direction du mont Adams depuis le mont Rainier. Il estime leur longueur entre douze et quinze mètres et leur vitesse à au moins 1 800 km/h. Ils volaient, déclare Arnold, « comme des oies, formant une chaîne en diagonale comme s’ils étaient attachés l'un à l'autre, en un mouvement sautillant, analogue à celui d'une soucoupe ricochant sur l'eau ».
Bien qu'Arnold ait parlé de soucoupe pour décrire les déplacements de ces objets non identifiés et non leur forme, la presse relatera qu'ils ressemblaient à des « soucoupes volantes » (flying saucers), terme qui restera définitivement associé aux ovnis. Une autre comparaison à une « assiette à tarte » (pie-plate) coupée en son milieu avec un triangle convexe à l'arrière lui vaudra également d'être la risée des médias et du public.
Le 25 juin 1947, une dépêche de l'Associated Press rédigée par Bill Bequette aura une influence considérable sur la suite des événements car l'estimation des distances et donc des vitesses (Arnold calcule la vitesse en estimant l'aplomb des objets et la distance qu'ils parcourent mais mesure le temps nécessaire pour passer d'un point estimé à un autre) paraît supérieure à celle des engins de l'époque.
Cette première apparition d'ovni eut un retentissement considérable et vit se déplacer sur les lieux non seulement une foule de curieux mais aussi des journalistes, des agents du FBI et du renseignement militaire. Selon le sociologue Pierre Lagrange, c'est dans ces circonstances que les soucoupes volantes furent inventées. L'affaire Arnold enclencha une controverse parascientifique considérable, à telle enseigne que l'on va soupçonner l'existence de prototypes secrets, américains ou russes, ou que des extraterrestres visitent la Terre.

## Conséquences et augmentation rapide du nombre de témoignages
Après la publication du témoignage d'Arnold, de nombreux autres témoins se font connaître et le débat dépasse rapidement les frontières des États-Unis.
Un pilote, Richard Rankin, rapporte avoir observé un engin étrange quelques jours avant Arnold. Il dit ne pas en avoir parlé car il pensait qu'il s'agissait d'un appareil de la Navy, le Flying Flapjack. Le 4 juillet, un équipage de United Airlines rapporte avoir observé neuf objets en forme de disque qui ont escorté leur avion au-dessus de l'Idaho dans la soirée du 4 juillet 1947,. Ce témoignage paraît pour les médias plus crédible que celui d'Arnold. Les jours suivants, la plupart des journaux racontent en première page des histoires de soucoupes volantes.
Des dizaines d'autres observations sont rapportées. Certains récits évoquent des chutes de soucoupes volantes, mais ces histoires sont rapidement classées comme canulars et comme erreurs d'interprétation. Ainsi, le 4 juillet, la base de Roswell, dans le Nouveau-Mexique, annonce la récupération d'un « disque volant » mais quelques heures plus tard, un nouveau communiqué de l'armée explique qu'il s'agit en fait des débris d'un ballon. Cette histoire, comme des dizaines d'autres au cours de cet été 1947, déclenche un intérêt bref avant d'être oubliée et chassée par les histoires suivantes. Aujourd'hui, l'affaire de Roswell est connue d'une grande partie du public, non pas en raison de la brève actualité qu'il a suscitée en 1947 mais à cause d'un livre publié en 1980 par l'écrivain Charles Berlitz et l'ufologue William Moore, The Roswell Incident. Un ami de Moore, l'ufologue Stanton Friedman, avait fait la connaissance (après une émission de radio) d'un des militaires qui avaient récupéré les débris et qui refusait depuis trente ans l'explication par un ballon-sonde donnée par l'armée en 1947. The Roswell Incident exhume cette histoire oubliée de tous et peu à peu, et surtout après que le Congrès des États-Unis a demandé des explications à l'US Air Force en 1994, Roswell devient l'histoire d'ovni la plus populaire. Des séries télévisées comme X-Files s'en emparent, un téléfilm est même consacrée à cette seule affaire, etc.
Le 4 juillet 1947, Marc Brazel, propriétaire d'un ranch près de Roswell, découvre des débris sur ses terres et prévient la base militaire la plus proche. Un jeune militaire du Roswell Army Air Field (RAAF) fait alors un premier communiqué de presse, où il annonce que l'armée a découvert une « soucoupe volante » écrasée près d'un ranch à Roswell, suscitant un fort intérêt chez les médias. L'observation de Kenneth Arnold avait eu lieu neuf jours plus tôt et avait eu un écho important dans la presse si bien que les soucoupes volantes étaient présentes dans tous les esprits, y compris chez les militaires. Le lendemain, le commandement général de la base publie un rectificatif annonçant que la soucoupe volante était seulement un ballon-sonde. Une conférence de presse est organisée dans la foulée, dévoilant aux journalistes des débris provenant de l'objet retrouvé et confirmant la thèse du ballon-sonde. L'affaire tombe alors dans l'oubli pendant une trentaine d'années, marquant la fin de la première grande vague d'ovnis aux États-Unis[réf. nécessaire].
En 1978, le major Jesse Marcel, qui a pris part à la récupération des débris à Roswell en 1947, déclare à la télévision que ceux-ci étaient sûrement d'origine extraterrestre et que les débris que le général Ramey (responsable de la base) a montrés aux journalistes ne sont pas ceux que Marcel lui a apportés de Roswell qui étaient selon lui en métal non identifié et comportaient pour certains des caractères d'une écriture inconnue. Il fait part de sa conviction selon laquelle les militaires avaient en réalité caché la découverte d'un véhicule spatial à l'ufologue Stanton T. Friedman. Son histoire circule chez les amateurs d'ovnis et dans les revues d'ufologie. En février 1980, le National Enquirer conduit sa propre interview du major Marcel, ce qui déclenche la re-médiatisation de l'incident de Roswell. D'autres témoins et rapports sortent de l'ombre au fil du temps, ajoutant de nouveaux détails à l'histoire. Par exemple, une grande opération militaire se serait déroulée à l'époque, visant à retrouver des morceaux d'épave, ou encore des extraterrestres, sur pas moins de 11 sites, ou encore des témoignages d'intimidation sur des témoins. En 1989, un entrepreneur de pompes funèbres à la retraite, Glenn Dennis, affirme que des autopsies d'extraterrestres ont été effectuées dans la base de Roswell. En 1991, le général Du Bose, chef d'état-major du général Ramey en 1947, confirme que ce dernier avait substitué aux débris transmis par la base de Roswell ceux d'un ballon météo, montrés aux journalistes. En réponse à ces nouveaux éléments, et après une enquête du Congrès des États-Unis, le GAO (Government Accountability Office, organisation de surveillance appartenant au Congrès) demande à l'United States Air Force de conduire une enquête interne. Le résultat de cette enquête est résumé en deux rapports. Le premier, publié en 1995, conclut que les débris retrouvés en 1947 provenaient bien d'un programme gouvernemental secret, appelé projet Mogul. Le second, paru en 1997, conclut que les témoignages concernant la récupération de cadavres extraterrestres provenaient vraisemblablement de rapports détournés d'accidents militaires impliquant des blessés et des morts, ou encore de la récupération de mannequins anthropomorphiques lors de programmes militaires tels que l'opération High Dive, menés autour des années 1950. Ce rapport indique néanmoins que le débat sur ce qui est réellement tombé à Roswell continue, tout en précisant que tous les documents administratifs de la base pour la période mars 1945-décembre 1949 ont été détruits ainsi que tous les messages radio envoyés par la base d'octobre 1946 à février 1949. Le bordereau de destruction ne mentionne pas quand, par qui, et sur l'ordre de qui cette destruction a été effectuée. Ces rapports ont été rejetés par les partisans de la théorie extraterrestre, criant à la désinformation, bien qu'un nombre significatif d'ufologues s'accordent alors sur une diminution de la probabilité qu'un véhicule spatial extraterrestre soit véritablement impliqué,,.

## L'attitude des autorités américaines
Au niveau officiel, le problème des ovnis a fait l'objet de quelques controverses au sein des bureaux militaires jusqu'à la clôture du programme d'enquêtes en 1969. Selon Pierre Lagrange, l'attitude des experts qui affichent en public des certitudes pour calmer les esprits ainsi que la parution des ouvrages de Donald Keyhoe et Frank Scully « contribuent à mettre en place l'idée que les Puissants en savent plus que le public ».
L'ex-président Barack Obama a affirmé le 17 mai 2021 sur CBS qu'il existe des images et des vidéos d'objets que les États-Unis ne sont pas en mesure d'identifier, ni d'expliquer certaines de leurs manœuvres.
Le Pentagone reconnaît, dans un rapport, rendu public le 25 juin de la même année, que les PANs posent un problème de sécurité nationale, et que des analyses plus approfondies sont nécessaires.

### Selon la théorie du complot: politique de désinformation
En pleine guerre froide, inquiet à l'idée que les récents ovnis puissent être des prototypes secrets soviétiques (le gouvernement pensait avoir affaire à des armes volantes non identifiées, non pas à des véhicules spatiaux extraterrestres), l'état-major américain décide d'enquêter sur ce phénomène. Dans l'espace aérien américain, différentes procédures de collecte et de transmission des observations sont intégrées dans des dispositifs généralistes et en particulier sur les observations d'objets non identifiés. La principale procédure mise en place s'appelle le CIRVIS, mais dès octobre 1947, le général Schulgen, chef des renseignements de l'état-major de l'air au Pentagone, active la transmission des informations sur les ovnis à l'étranger et ordonne d'en garder le secret sous peine de violation des lois de l'espionnage. Le système outrepasse l'armée : une directive JANAP 146 oblige les militaires, mais aussi les commandants de bord de l'aviation civile et de la marine marchande, à rapporter leurs observations d'ovnis de toute urgence à certaines autorités, qui doivent elles-mêmes en rendre compte, notamment au Commandement opérationnel de l'air (maintenant le NORAD) à Colorado Springs. Cette extension suscite des protestations, surtout parmi les pilotes civils qui lancent une pétition en 1958. En 1959, le Canada adopte le CIRVIS qui couvre ainsi tout le continent nord-américain.
Toute la presse étrangère est minutieusement analysée (même les journaux français, nationaux et locaux). Mais les informations ne sont pas assez détaillées et doivent être approfondies. Quand Paris Match publie un article sur une observation à proximité de l'aéroport d'Orly, dans la nuit du 18 au 19 février 1956, le nouveau directeur adjoint du renseignement scientifique de la CIA dénigre la presse française alors que l'intérêt que porte la France aux ovnis est suivi de près. Lorsque le sujet fait pour la première fois les gros titres de la presse quotidienne nationale, en juin 1952, l'information remonte aussitôt aux États-Unis via un rapport de renseignement.
En 1949, un mémorandum du FBI adressé à son directeur, John Edgar Hoover, l'informe que « lors des récentes réunions hebdomadaires de renseignement entre le G-2 (renseignement de l'Armée de terre), l'ONI (renseignement de la Marine), l'OSI (bureau des enquêtes spéciales des Forces aériennes) et le FBI, dans les quartiers de la 4e armée, les officiers du G-2 de la 4e armée ont discuté du problème des « disques volants », « soucoupes volantes » et « boules de feu ». Ce sujet est considéré comme top secret (secret Défense) par les officiers de renseignement de l'Armée de terre et des Forces aériennes ». Ainsi, la divulgation, en 1979, d'une lettre du général de l'Armée de l'air Carroll H. Bolender annonçant la fin imminente du projet Blue Book, ne mettra pas fin aux rapports militaires sur les ovnis pouvant affecter la sécurité nationale parce que ces rapports secret Défense ne font pas partie du système Blue Book.
Cette doctrine est élaborée dans l'après-guerre par le Conseil national de sécurité (Directives NSC 4/4A, 4 décembre 1947 ; NSC 10/2, 18 juin 1948 ; NSC 68, 14 avril 1950) et le Bureau de stratégie psychologique (Psychological Strategy Board (PSB)), créé le 4 avril 1951 pour lutter contre « l'influence communiste » puis par rapport aux ovnis. En 1952, Walter Smith, directeur de la CIA, fait savoir au bureau de stratégie psychologique qu'il transmet au Conseil national de sécurité une proposition de directive « concluant que les problèmes liés aux objets volants non identifiés paraissent avoir des implications en termes de guerre psychologique aussi bien pour le renseignement que pour les opérations et propose de discuter des possibles utilisations offensives ou défensives de ces phénomènes à des fins de guerre psychologique » (Mémorandum de Walter Smith au directeur du Bureau de stratégie psychologique, 28 septembre 1952) alors que les intrusions aériennes d'ovnis près des installations nucléaires et sur des sites de missiles atomiques étaient publiquement considérées comme sans aucun intérêt pendant la guerre froide (on peut consulter les documents du FBI pour la période d'après-guerre, notamment ceux portant sur « la protection des installations vitales » et ceux du ministère de la Défense pour les années 1970).

### Les documents historiques

#### La lettre de Twining au général Schulgen
En septembre 1947, le brigadier général Schulgen, du Pentagone, demande au directeur de l'AMC (Air Materiel Command), le lieutenant général Nathan Twining, ce qu'il pense des soucoupes. Le 23 septembre 1947, ce dernier répond au général Schulgen en évoquant la possibilité que les disques volants puissent être des engins américains dans le cadre de « quelque projet hautement confidentiel inconnu ». Il envisage également l'éventualité que ces engins soient envoyés par une nation étrangère ayant développé « un type de propulsion sans doute nucléaire, ce qui est en dehors de nos connaissances actuelles ». Nathan Twining fait remarquer l'absence de preuve, par exemple des débris de soucoupes écrasées, qui auraient pu attester l'existence de ces objets.

#### Le projet Sign
Dans le memorandum du 27 avril 1949 communiqué à la presse, le projet Sign annonce que les soucoupes ne sont pas une menace pour la sécurité des États et ne sont pas non plus des engins venant d'une autre planète. L'assurance affichée dissimule des tergiversations au sujet des hypothèses envisagées. L'hypothèse extraterrestre l'a été un temps : les experts de Sign rédigent un projet de rapport intitulé "Estimate of the Situation" qui soutient cette hypothèse. Le projet de rapport sera rejeté par la hiérarchie, détruit et le personnel congédié.

##### Arrêt de l'intérêt officiel de l'armée américaine
En 1968, l'US Air Force publie un rapport contradictoire qui conclut en disant que ces phénomènes n'intéressent pas la science. L'armée cesse officiellement ses investigations.

#### Air Intelligence Division Study 203
Découvert par l'ufologue Robert Todd aux Archives Nationales en 1985, l'Air Intelligence Division Study 203 n'envisage que deux hypothèses : celles d'avions russes et celle d'avions américains. Parmi ceux-ci, les ailes volantes de type Northrop sont les candidats désignés.
L'AIDS #203 souligne le manque ou l'insuffisance de coopération entre les agences gouvernementales : « Il est impératif que toutes les autres agences coopèrent en confirmant ou infirmant la possibilité que ces objets puissent avoir une origine domestique. »

#### Archives rendues publiques par l'armée de l'air américaine
En 1985, l'US Air Force a arrêté son travail sur les ovnis, considérant « qu'aucun ovni signalé, ayant fait l'objet d'une enquête et d'une évaluation par l'US Air Force, n'a jamais donné d'indication d'une menace pour notre sécurité nationale [et qu']il n'y a eu aucun signe que des visions classées comme 'non identifiées' correspondent à des véhicules extraterrestres ». À la suite de la mise en ligne de 130 000 pages d'archives déconfidentialisées sur la base de données The BlackVault, des milliers de visions d'ovnis à travers le monde entre 1947 et 1969 sont désormais consultables sur internet.

##### Vidéos déclassifiées
En 2017, le New York Times révèle l'existence d'un programme officiel d'étude des phénomènes aériens dirigé par Luis Elizondo. Le journal diffuse aussi des vidéos de l'US Air Force récemment déclassifiées. On y voit des ovnis se déplaçant à très vive allure.

## L'analyse des données

### Observations d’ovnis élucidées
La plupart des observations d'ovnis trouvent après enquête une explication simple.
- En janvier 1948, l'incident de Mantell, dans le Kentucky, relate la mort du capitaine Thomas F. Mantell à la suite de la collision avec un ballon-sonde. L'enquête officielle conclut que ce dernier avait perdu conscience à la suite d'une défaillance de son approvisionnement en oxygène à l'altitude de 7 500 mètres, que les pilotes de l'escadrille ainsi que les nombreux témoins avaient confondu la planète Vénus (effectivement visible en plein jour à cette période) avec un ovni, qu'il avait percuté un ballon Skyhook de la Marine lâché à Clinton dans l'Ohio et que l'appareil était ensuite tombé en piqué jusqu'au point d'impact[39].

- En juillet 1952, le projet Livre Bleu expliqua à la presse que l'origine du Carrousel de Washington était une inversion de température dans le ciel provoquée par le conflit entre une couche d'air chaude prise en tenaille entre deux couches d'air plus froides. Cela aurait eu pour effet de provoquer un effet de mirage, en réfléchissant des ondes radar et en réfractant des rayons lumineux venus du sol. Les spécialistes du radar expliquent que ce phénomène est à l'origine de faux échos radar. Cette explication est contestée par certains ufologues[40].

- En septembre 1976, durant ce qu'on appellera ensuite l'incident de Téhéran, une base aérienne iranienne est assaillie de coups de fil signalant des lumières étranges. Malgré l'absence de détection radar (selon Jacques Brucker) le général commandant la base décide de faire décoller des chasseurs pour intercepter ces « lumières étranges ». Philip J. Klass a expliqué ce cas par l'inexpérience des pilotes et leur confusion avec la planète Jupiter au maximum ce soir-là. Une météorite traversant le ciel peu de temps après a été prise pour un engin venu d'ailleurs[41].

- Enregistrement du signal du pic-vert russe, interférant avec les signaux horaires de WWVH[42], novembre 1984.À Nort-sur-Erdre, en septembre 1987, un adolescent prétendit avoir enregistré un son d'ovni. L'analyse du son a montré qu'il s'agissait d'un radar transhorizon soviétique, bien connu des radio-amateurs.

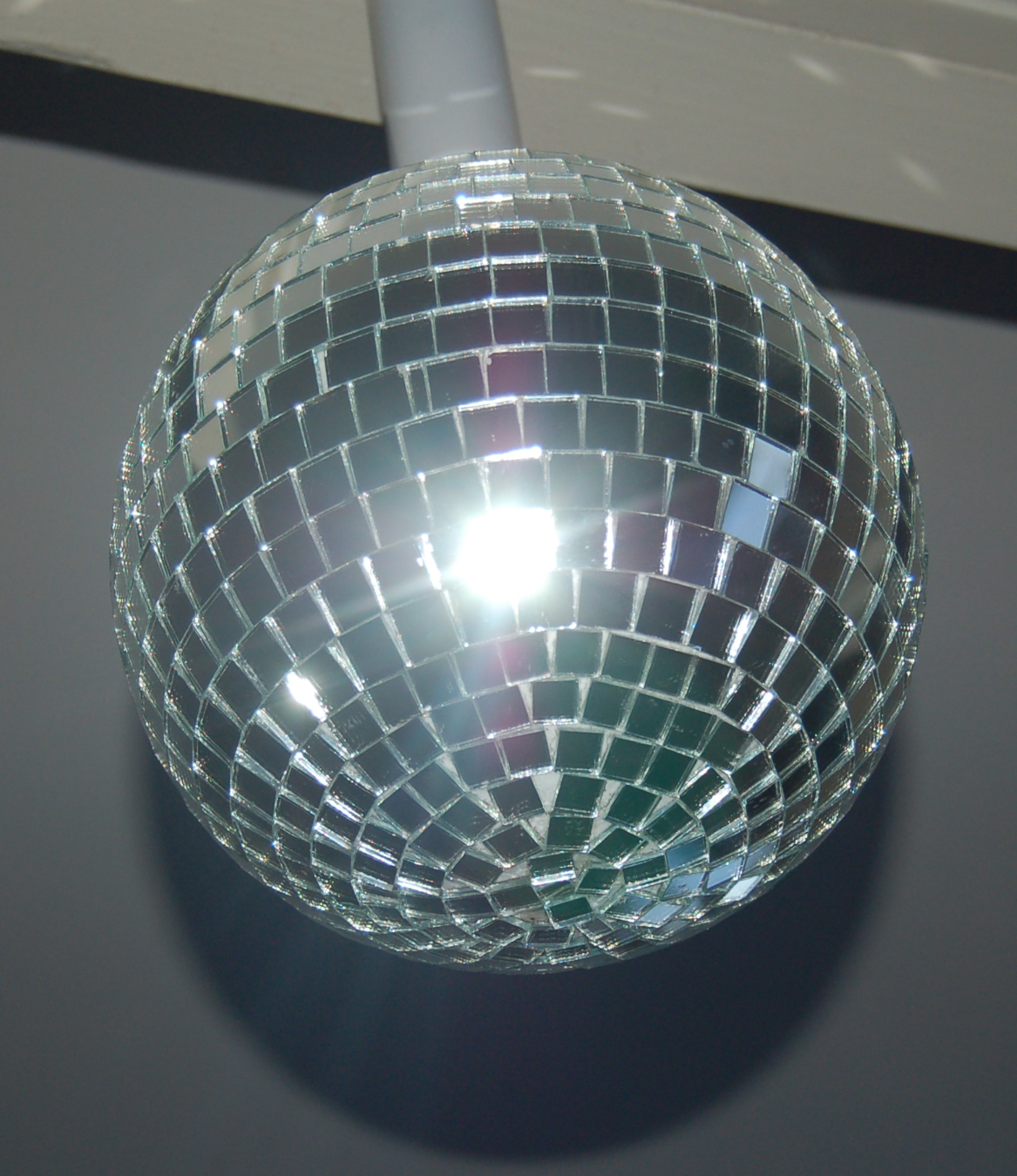
Boule à facette.

- Boule à facette.Le 29 septembre 1988, un garagiste circulant sur l'autoroute A1 entre Paris et Lille vit une énorme boule rouge traverser la chaussée à quelques dizaines de mètres de lui et rouler en contrebas. Lançant des reflets lumineux et enveloppée d'une fumée dense, la boule finit par s'arrêter dans un champ. Troublé par cette observation, le garagiste alla en rendre compte aux gendarmes de l'autoroute. La gendarmerie, sur ordre du préfet, neutralisa alors l'autoroute et une zone de plusieurs kilomètres autour de l'objet. Le témoin principal et sa famille furent conduits par précaution à l'hôpital où ils subirent une série d'examens. Des agents de la Sécurité civile et de la Sécurité militaire se rendirent sur le lieu de l'incident munis de compteurs Geiger. En effet, on attendait à cette période la chute du satellite soviétique Cosmos 1900, équipé d'un générateur électronucléaire, et des consignes précises avaient été données. Le CNES précisa assez rapidement qu'à la même heure Cosmos 1900 survolait l'océan Indien. Avançant avec précaution, les spécialistes de la sécurité s'approchèrent d'une sphère de 1,50 m de diamètre environ. Ils constatèrent qu'elle ne portait aucune trace des échauffements et des effets mécaniques considérables que produit une rentrée atmosphérique et qu'elle était recouverte de petits miroirs. On ne décela près d'elle ni fumée, ni radioactivité. On apprendra plus tard que cette sphère, une boule à facettes, destinée à servir d'accessoire à un concert de Jean-Michel Jarre, était tombée du camion qui l'emportait à Londres. Les petits miroirs collés sur son enveloppe en polystyrène étaient destinés à réfléchir les effets lumineux du spectacle[note 3],[43].

### Photos et films d'ovnis élucidés
- Le 19 juillet 1952, des sphères lumineuses sont vues au-dessus de la ville de Washington Des échos radar apparaissent sur les écrans des bases aériennes alentour. Des intercepteurs envoyés sur place confirment la présence de boules et notent leurs sautes de vitesse, leurs virages brusques. Une photo en est produite tardivement, qui montre le Capitole survolé par une dizaine de boules lumineuses, mais il s'avère que ces lumières ne sont que le reflet, sur l'objectif, des lampadaires du Capitole.

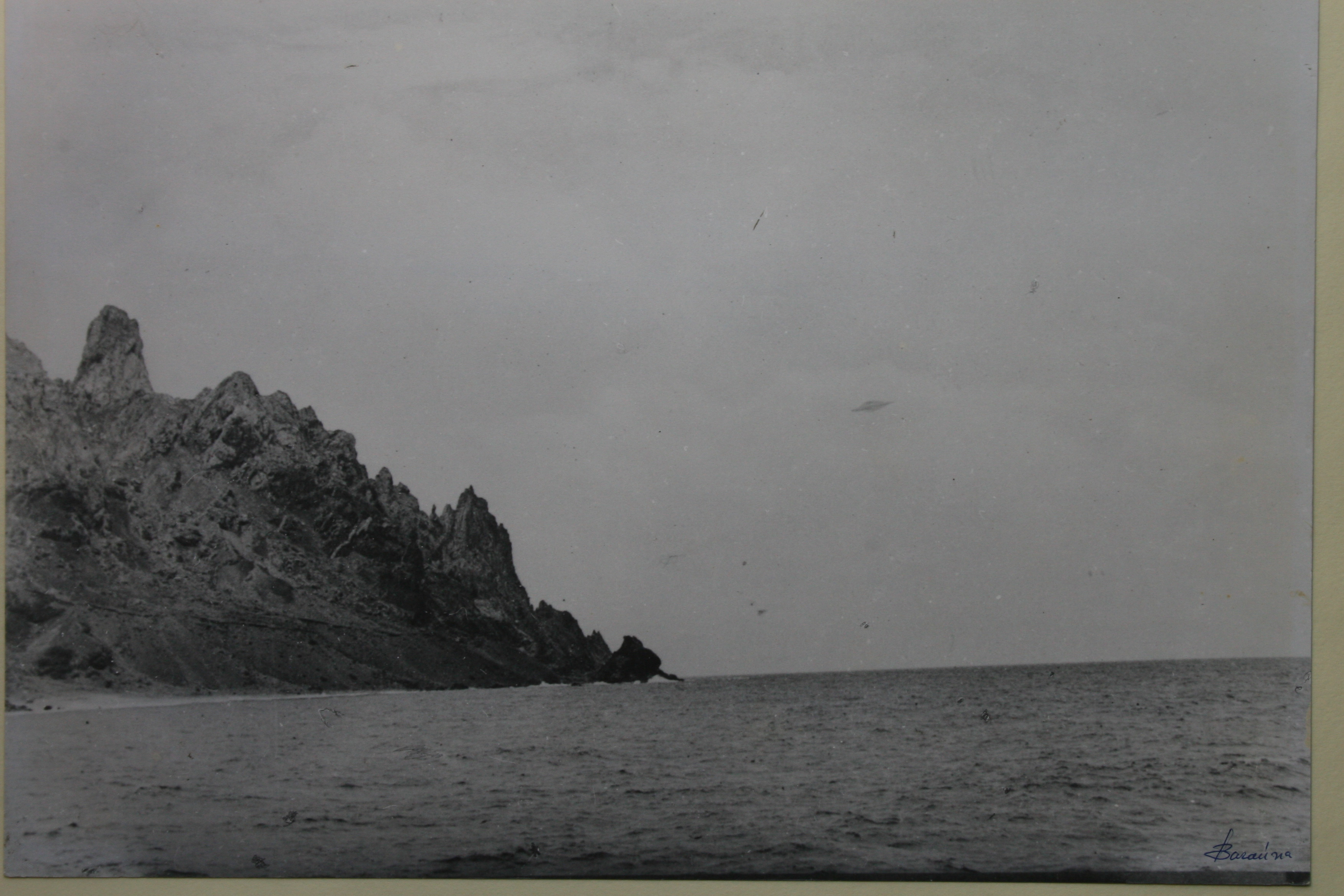
La photo truquée de l'ile de la Trinité par Almiro Baraúna, en 1958.

- La photo truquée de l'ile de la Trinité par Almiro Baraúna, en 1958.En janvier 1958, le photographe Almiro Baraúna du navire-école Almirante Saldanha de la marine brésilienne prend six clichés d'un disque métallique survolant l'île de Trinidad. La nièce du photographe déclara avoir entendu ce dernier avouer en privé le canular[44].

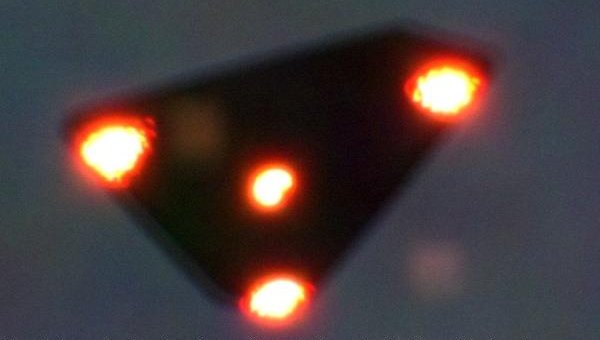
Photo de Petit-Rechain (morceau de frigolite avec trois lampes)

- Photo de Petit-Rechain (morceau de frigolite avec trois lampes). Une photo prise lors de la vague belge de 1990 et connue sous le nom de « photo de Petit-Rechain » montre trois points lumineux formant un triangle. L'authenticité du document avait fait à l'époque l'objet d'une controverse[45],[46],[47]. En juillet 2011, l'auteur de cette photographie a reconnu qu'elle représentait un morceau de frigolite (nom du polystyrène expansé en Belgique) peint et équipé de trois petites lampes[48].

Lumières de Phoenix

- Lumières de PhoenixEn mars 1997, une formation lumineuse survole la ville de Phoenix (Arizona)[49], plus de deux cents témoins se manifesteront auprès des autorités locales et l'objet sera filmé par neuf vidéastes amateurs. Cet événement est communément appelé lumières de Phoenix. Un journaliste local, Erin Kozak, relate « un incident similaire », survenu le 21 avril 2008[50], et qui aurait été causé par des ballons leurres gonflés à l'hélium[51].

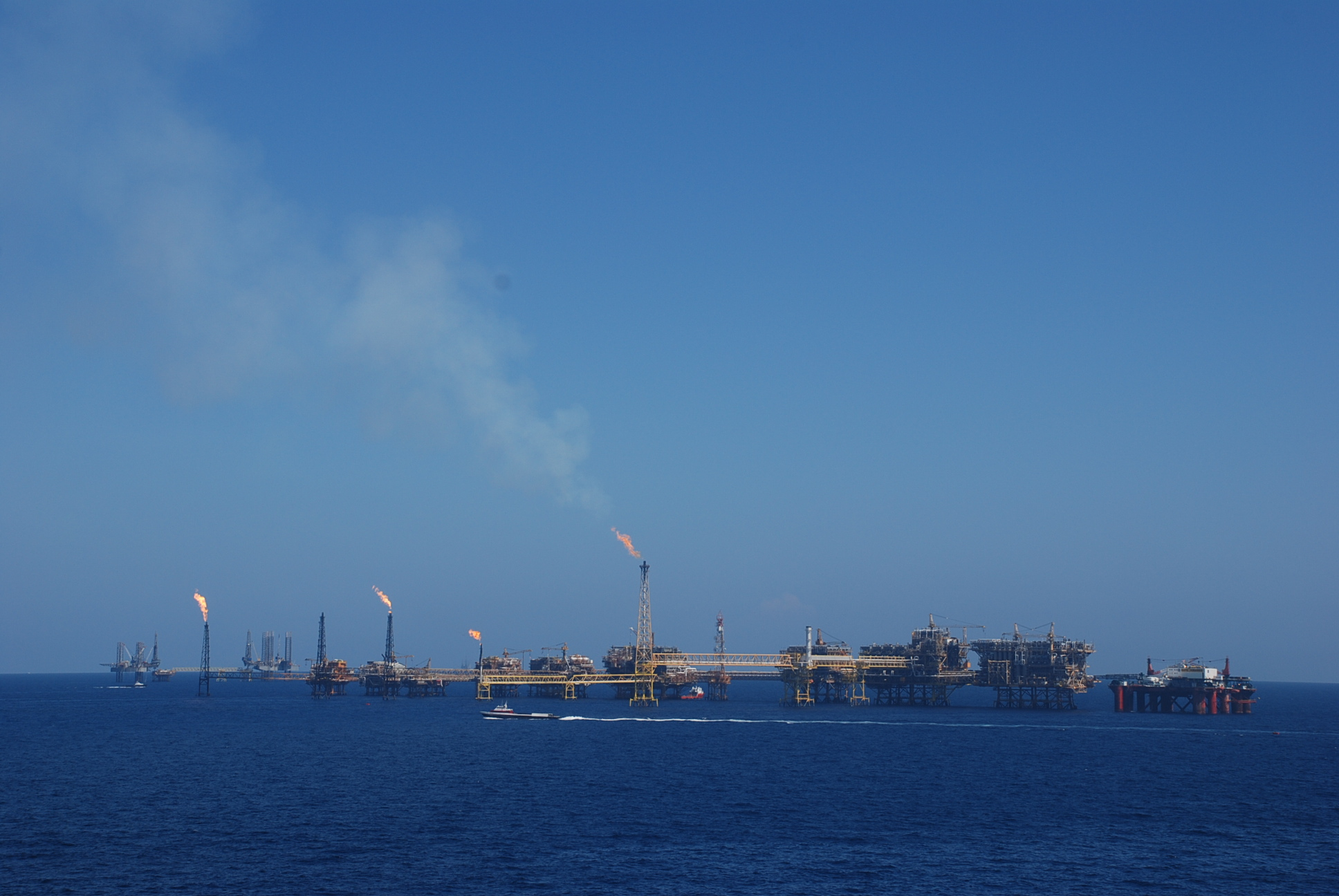
Torchères du complexe de Cantarell à 80 km de Campeche.

- Torchères du complexe de Cantarell à 80 km de Campeche.L'observation de Campeche, au Mexique, a lieu en 2004 lorsque le lieutenant Germán Marín Ramírez, opérateur radar d'un avion de l'Armée de l'air mexicaine, repère 11 échos radars qu'il n'arrive pas à identifier. En s'approchant de la source, la caméra infrarouge de l'avion filme onze lumières dans l'espace aérien mexicain. Les enregistrements infrarouges ont été conservés. À l'heure actuelle, l'explication communément acceptée est celle d'une méprise avec des torchères de puits de pétrole[52].

### Cas d'enlèvement déboulonné
Le récit des époux Hill a été obtenu sous hypnose. Selon John E. Mack, il s'agit d'un récit réel. Selon d'autres praticiens, il s'agit du syndrome des faux souvenirs. Des sceptiques ont fait valoir que la carte stellaire vue à bord de la soucoupe volante et identifiée par Marjorie Fish comme étant celle de l'étoile binaire Zeta Reticuli, consiste en de vagues points et lignes pouvant correspondre à une multitude de systèmes stellaires. Comment les pilotes d'un astronef aussi avancé, ajoutent-ils, auraient-ils pu se satisfaire d'une carte aussi rudimentaire ?

## Les enquêtes officielles
Depuis une cinquantaine d'années, de nombreuses études scientifiques officielles ou officieuses sur le phénomène ovni ont été menées par divers organismes gouvernementaux et associations d'étude. La majorité des études officielles, comme le projet Blue Book, le Jury Robertson ou le rapport Condon, concluent que des recherches approfondies « ne peuvent probablement pas se justifier par l'espoir qu'elles pourraient faire progresser la science » et qu'« il n'existe aucune preuve de l'existence d'engins venus d'ailleurs ou pouvant constituer une menace pour la sécurité des États-Unis » (hypothèse d'engins secrets russes). Quelques études comme celles du GEPAN sont restées neutres dans leurs conclusions tout en suggérant la poursuite des études scientifiques sur le sujet pour élucider les cas les plus compliqués.

### Enquêtes américaines
Le gouvernement américain décida d'enquêter sur le phénomène ovni dès la fin des années 1940 et créa différentes commissions d'enquête sur le sujet.
Le 9 juillet 1947, le Service de renseignement de l'Armée de l'air américaine, en coopération avec le FBI, démarra secrètement une enquête visant à étudier les meilleurs témoignages d'ovnis, y compris ceux de Kenneth Arnold et de l'équipage du vol de United Airlines. Le Service de renseignement déclara employer « tous ses scientifiques » pour déterminer si un « tel phénomène pouvait, en fait, se produire ». En outre, la recherche fut conduite « en gardant présent à l'esprit que les objets volants étaient peut-être un phénomène céleste » ou « un corps étranger conçu et commandé par des moyens mécaniques ». Trois semaines plus tard, ils conclurent que « ces histoires de soucoupes volantes ne sont pas toutes le fruit de l'imagination ou de l'exagération de certains phénomènes naturels. Il y a vraiment des vols de quelque chose ».
Un supplément d'enquête mené par les divisions technique et de renseignement de l'Air Materiel Command arriva aux mêmes conclusions, à savoir que « le phénomène correspond à quelque chose de réel et non à des visions. Ce sont des objets en forme de disque, d'apparence métallique, et gros comme des avions. » Leurs caractéristiques sont « une vitesse ascensionnelle et une maniabilité extrêmes », une absence de bruit en général, une absence de traînée, des vols à l'occasion en formation et un comportement « fuyant dès qu'ils sont repérés par un avion ou un radar sans intention hostile ». La directive Air Force 200-2 de 1954 définit un ovni comme étant « tout objet aéroporté ayant un comportement, des caractéristiques aérodynamiques ou des particularités insolites ne correspondant à aucun type d'avion ou de missile connus, ou ne pouvant être absolument assimilées à un objet familier ». Cette directive dispose que les ovnis de catégorie B doivent être étudiés en tant que « menace éventuelle pour la sécurité des États-Unis » et qu'il faut en déterminer « les aspects techniques afférents ». En outre, le personnel de l'Armée de l'air est sommé de ne pas discuter avec la presse des cas non élucidés. On recommande donc, fin septembre 1947, qu'une étude officielle du phénomène soit mise en place par l'Armée de l'air. Il s'ensuit la création du projet Sign fin 1947, lequel devient le projet Grudge fin 1948, puis le projet Livre Bleu en 1952. Blue Book prend fin en 1970, mettant un terme aux investigations officielles des Forces aériennes dans ce domaine.
L'appellation UFO à la place de flying saucer fut suggérée par le capitaine Edward J. Ruppelt, premier directeur du Projet Blue Book, estimant que le terme flying saucer ne reflétait pas la diversité des observations. Ruppelt relate son expérience dans un mémoire : The Report on Unidentified Flying Objects (1956), premier livre à employer le terme UFO (prononcé « you-foe » par l'auteur, mais qui est plus généralement épelé).

#### Le projet Sign
Le projet Sign fut la première étude scientifique officielle de l'Armée de l'air américaine sur les ovnis à la suite des premières apparitions de soucoupes volantes. Ce projet, qui voit le jour fin 1947 sous l'impulsion du général Nathan F. Twining, a pour quartier général la base aérienne de Wright-Patterson, dans l'Ohio. Il est placé sous le commandement du capitaine Robert R. Sneider. Bien que le projet ait été classifié « d'accès restreint », son existence est connue du grand public, souvent sous l'appellation de « projet Soucoupe ». Le projet engage aussi des conseillers scientifiques, comme l'astronome américain J. Allen Hynek, chargé de repérer les cas de confusions avec des étoiles ou des météorites.
La première entreprise de grande envergure du projet Sign fut l'étude de l'incident de Mantell. Les enquêteurs de Sign arrivèrent à la conclusion que Mantell avait confondu la planète Vénus (effectivement visible en plein après-midi à cette période) et qu'il avait été victime d'une défaillance d'oxygène et avait percuté un ballon. Les enquêteurs conclurent qu'il s'agissait d'un ballon Skyhook de la Marine, lâché depuis Clinton dans l'Ohio. Ceci reste la thèse officielle.
Les enquêteurs de Sign, favorables à l'hypothèse extraterrestre, remirent un rapport en ce sens appelé « Estimation de la situation » au Pentagone. Le personnel fut entièrement congédié et le rapport détruit. Un seul exemplaire fut sauvegardé et, selon Pierre Lagrange, se trouverait peut-être aux Archives nationales de Washington.
Ce rapport a été rejeté par le général Hoyt S. Vandenberg. Le Projet Sign fut remplacé par le Projet Grudge fin 1948.

#### Le projet Grudge
Le projet Grudge fut la deuxième étude officielle de l'US Air Force chargée d'étudier le phénomène ovni entre 1949 et 1952. Dirigé par le général Charles Cabell, le projet fut critiqué en raison d'un certain nombre de démystifications.
Comme Sign, Grudge avait établi que la majorité des cas d'ovnis étaient dues à des méprises. Mais alors que les enquêteurs du projet Sign avaient admis l'existence de cas mystérieux et non identifiés, les enquêteurs du projet Grudge affirmèrent que tous les cas non identifiés étaient probablement causés par des phénomènes connus. Les enquêteurs du projet Grudge lancèrent une campagne de relations publiques pour expliquer cela aux Américains.
En août 1949, le personnel de Grudge rendit son rapport, y affirmant que toutes les analyses indiquaient que les observations d'ovnis découlent :
1. d'une méprise avec des objets classiques ;
2. d'une forme d'hystérie collective et de nervosité ;
3. d'individus qui inventent ces observations ;
4. de personnes atteintes de troubles psychiatriques.

Le lieutenant Jerry Cummings, nommé responsable du projet Grudge au début de l'été 1951, déclara : « Tout le monde se moque des enquêteurs du Grudge ». Sur l'ordre du patron de l'ATIC, le général Harold Watson, les employés du projet Grudge déprécient systématiquement les rapports qui leur sont envoyés. Leur seule activité consiste à proposer des explications nouvelles ou originales pour plaire à Washington.
L'astronome américain J. Allen Hynek, une fois devenu partisan de l'hypothèse extraterrestre, critiqua Grudge pour les mêmes raisons. C'est pour cela que le projet est perçu par les ufologues défendant l'hypothèse extraterrestre comme une opération de démystification visant à désintéresser la population des ovnis.
Le capitaine Edward J. Ruppelt prend, le 12 septembre 1951, la direction du projet Grudge qui deviendra le projet Blue Book l'année suivante.

#### Le projet Blue Book
Le projet Blue Book, dirigé par le capitaine Edward J. Ruppelt, fut la plus notoire des études américaines sur le phénomène ovni. Les trois objectifs officiels du projet Blue Book étaient de :
1. trouver une explication pour l'ensemble des témoignages d'observations d'ovnis ;
2. déterminer si les ovnis représentent une menace pour la sécurité des États-Unis ;
3. déterminer si les ovnis présentent une technologie avancée que les États-Unis pourraient exploiter.

À cela, vint s'ajouter le rôle de porte-parole gouvernemental sur le phénomène ovni qui obligea, à de nombreuses reprises, les enquêteurs du projet Blue Book à délaisser l'aspect scientifique pour répondre à des considérations plus politiques.
Le projet Blue Book examina 10 147 cas, dont 9 501 furent expliqués. Mais sur les 3 201 cas retenus pour l'analyse statistique, il ressort que les cas avérés mais inexpliqués représentent 22 % de l'ensemble, et que ce taux atteint 38 % pour les rapports faits par des observateurs militaires qualifiés (pilotes, contrôleurs, services de sécurité). Outre les 10 147 rapports d'observation, les archives du projet Blue Book comprennent 8 360 photos, 20 bobines de film (ce qui représente 6 h 30 de film) et 23 enregistrements audio d'interviews de témoins.
Cette commission se divisera en une section d'étude, une section d'investigation, un agent de liaison avec le Pentagone et des conseillers scientifiques civils. Les observations d'ovnis très médiatisées se multipliant au cours de l'année 1952, les hautes sphères du gouvernement commencent à s'intéresser de très près à ce phénomène et décident d'accentuer les investigations dans ce domaine. En septembre 1953, le capitaine Ruppelt démissionne de son poste. Le capitaine Charles Hardin reprend la direction du projet en mars 1954. Devant faire face à de nombreuses attaques sur l'opacité de l'armée à propos du phénomène ovni, le capitaine décide de rendre public le rapport spécial no 14 du projet Blue Book. Ce rapport, qui conclut à l'inexistence des ovnis, est mis en vente auprès du grand public en octobre 1955. Le capitaine George T. Gregory est nommé à la tête du projet en avril 1956. Il sera remplacé par le major Robert J. Friend en octobre 1958. En avril 1963, le projet Blue Book passe sous les ordres du major Hector Quintanilla. En mars 1966, une observation d'ovni très médiatisée et les prises de position sceptiques de l'US Air Force amènent plusieurs scientifiques civils du projet (dont J. Allen Hynek) à prendre publiquement parti pour la réalité du phénomène ovni et, donc, contre la position officielle du projet Blue Book.
Le projet Blue Book sera donc officiellement dissout en décembre 1969 et cessera toute activité en janvier 1970. Conservées jusqu'en 1974 dans les archives de l'Armée de l'air américaine, les archives du projet Blue Book sont stockées depuis 1976 aux archives nationales américaines et consultables en ligne.

##### Les archives
Bien que l'affirmation selon laquelle les astronomes n'ont jamais rapporté de témoignage sur les ovnis soit courante, l'US Air Force rapporte qu'environ 1 % des témoignages sur lesquels reposent le projet Blue Book proviennent d'astronomes professionnels ou amateurs. Au cours des années 1950, le professeur J. Allen Hynek avait questionné une quarantaine de ses collègues, dont un peu plus de 10 % avaient effectivement observé des phénomènes inexpliqués. Hynek cite notamment le professeur La Paz, directeur de l'Institut de météorisme de l'université du Nouveau-Mexique, et Clyde Tombaugh, découvreur de la planète Pluton, décédé en 1997. Dans les années 1970, le professeur Peter A. Sturrock a repris le sujet de façon exhaustive, en adressant un questionnaire détaillé aux 2 611 membres de l'Association astronomique américaine, en leur garantissant l'anonymat. La moitié a répondu et on trouve une soixantaine d'observations, soit environ 5 %. On peut donc dire qu'on trouve chez les astronomes un pourcentage d'observations d'ovnis comparable à celui de la population générale.
Dans son rapport, le major Quintanilla, directeur du projet Blue Book déclare : « 30 seulement de tous les cas soumis à l'Air Force sont inexpliqués et 676 seulement des 11 107 observations signalées depuis 1947 se rangent dans cette catégorie… Il n'existe aucune preuve que les OVNI encore « inexpliqués » représentent des créations technologiques ou des principes situés au-delà de notre connaissance scientifique actuelle ».

#### Le rapport Condon
Les controverses médiatiques amèneront le gouvernement américain à commanditer, en 1969, un rapport d'experts auprès du docteur Edward Condon, de l'université du Colorado, afin d'établir ou non la réalité du phénomène ovni. Ce rapport portant sur une centaine de cas fut rendu public en 1969 sous le nom de rapport Condon. Environ 15 % des cas d'ovnis étudiés par le comité Condon en 1969 ont été considérés comme inexpliqués. Les rédacteurs du rapport Condon conclurent qu'il n'y avait pas de preuves suffisamment solides pour soutenir l'hypothèse extraterrestre et donc que les études sur le phénomène ovni devaient être abandonnées. Le rapport commence par un résumé des conclusions : « Notre conclusion générale est que l'étude des ovnis durant ces vingt et une dernières années n'a rien apporté à la connaissance scientifique. L'examen soigneux du dossier tel qu'il nous est disponible nous amène à conclure que d'autres études approfondies des ovnis ne peuvent probablement pas se justifier par l'espoir qu'elles pourraient faire progresser la science. » Ils ajoutèrent que le phénomène ovni n'était probablement dû qu'à des méprises avec des phénomènes prosaïques, mais que les cas restant inexpliqués devaient relever de cas d'hallucinations ou de canulars. Le rapport Condon fut une étape importante dans le développement du modèle sociopsychologique du phénomène ovni, qui reste aujourd'hui la position majoritaire au sein de la communauté scientifique.
Craignant de se faire ridiculiser par des rumeurs de « Martiens débarquant de leurs soucoupes volantes », l'« astuce » consistant à trouver des explications rationnelles a circulé dans les milieux universitaires et a été interprétée par les partisans des ovnis comme un complot,,.
Les conclusions du rapport furent chahutées par certains ufologues. L'astronome J. Allen Hynek, sollicité pour faire partie du comité Condon, affirme avoir refusé d'y participer au vu d'un document introductif distribué par Condon à tous les membres de la commission et qui indiquait, avant le début de toute enquête, les conclusions négatives auxquelles ceux-ci devaient parvenir.

#### Poursuite du recueil des observations après 1969
De fait, jusqu'en 2008, le manuel de l'armée de l'air 10-206 (Air Force Instruction 10-206), dans la droite ligne de la directive JANAP 146, indiquait aux pilotes, radaristes et autres membres des forces aériennes américaines ce qu'ils devaient faire en présence d'objets aériens inconnus : à savoir noter l'altitude, la direction du déplacement, la vitesse, la description de la trajectoire et des manœuvres, ce qui avait attiré leur attention au départ, combien de temps l'objet avait été visible et comment il avait disparu. Ces informations faisaient ensuite l'objet d'un rapport envoyé au NORAD (North American Aerospace Defense Command), qui protège l'espace aérien au-dessus des États-Unis et du Canada. Alors même que le gouvernement américain avait cessé officiellement d'enquêter sur les ovnis en 1969 avec la clôture du projet Blue Book, l'armée de l'air, sur injonction du NORAD, continuait, quarante ans plus tard, à recueillir et à étudier les observations d'ovnis.
Le lundi 18 décembre 2017, le New York Times annonce que le Pentagone a reconnu l’existence d’un programme enquêtant sur les ovnis. Le programme, doté d’un budget de vingt-deux millions de dollars — sur 600 milliards de dollars alloués par an à l’armée — et seulement connu d’un petit nombre de responsables, a été mis en place par l’ancien sénateur démocrate du Nevada, alors chef de file de la majorité au Sénat, Harry Reid, qui portait un intérêt particulier aux phénomènes inexpliqués.
En 2021, une évaluation mandatée par le gouvernement fédéral des États-Unis a donné lieu à la publication d'un rapport résumant les informations concernant les phénomènes aériens non identifiés (PAN). Le Rapport du 25 juin 2021 du Pentagon sur les phénomènes aériens non identifiés de neuf pages s'est concentré sur 144 observations de "phénomènes aériens non identifiés" par les forces armées américaines, principalement du personnel de la marine américaine, de 2004 à 2021. Il catégorise les observations en encombrements aériens, phénomènes atmosphériques naturels, programmes de développement du gouvernement américain ou de l'industrie, systèmes adverses étrangers et une dernière catégorie « autres ». Dans cette dernière catégorie sont notamment classés 18 de ces objets qui présentaient des « caractéristiques de vol inhabituelles », ces objets « semblaient rester stationnaires dans des vents en altitude, se déplacer contre le vent, manœuvrer brusquement ou se déplacer à une vitesse considérable, sans moyen de propulsion discernable. » Certains d'entre eux, selon le rapport, ont libéré de l'énergie radiofréquence captée par des avions militaires américains,,.

### Enquêtes françaises
La France, également, a créé plusieurs organismes de recherche sur le sujet.

#### Travaux du GEPAN
Le Groupe d'étude des phénomènes aérospatiaux non identifiés (GEPAN) était un organisme officiel dépendant du CNES situé à Toulouse et chargé de l'étude du phénomène ovni. Créé en 1977 sous l'impulsion de Claude Poher, cet organisme avait pour but de réaliser des études sur le phénomène ovni et de coordonner les rapports de la gendarmerie nationale, l'aviation civile, l'armée de l'air et Météo-France en la matière. Il est l'auteur de nombreuses études statistiques. Une autre de ses missions était d'informer le public sur les ovnis, en rédigeant les Notes techniques (comme la Note Technique 16 sur le cas de Trans-en-Provence en 1981). En 1983, le Gepan se mue en un service beaucoup plus modeste, avec pour président Jean-Jacques Velasco. Beaucoup de scientifiques rationalistes contestent la raison d'être d'un service spécialisé dans l'étude des ovnis, tandis que les ufologues critiquent la réserve et la prudence de celui-ci. Finalement, en 1988, le GEPAN est remplacé par le SEPRA.

#### Travaux du SEPRA
Le SEPRA était un organisme officiel français situé à Toulouse et qui dépendait du Centre national d'études spatiales (CNES). L'intitulé de son sigle a évolué avec le temps :
1. Service d'expertise des phénomènes de rentrée atmosphérique (1988 à 1999) ;
2. Service d'expertise des phénomènes rares aérospatiaux (2000 à 2004).

En fait, ce successeur du GEPAN était chargé de l'étude du phénomène ovni. Son directeur, Jean-Jacques Velasco, envisageait que certains ovnis soient peut-être d'origine extra-terrestre. Dès 1999, le SEPRA, réduit au minimum en personnel, ne fonctionne plus qu'au ralenti (avec seulement une ou deux enquêtes approfondies menées par an), avant de disparaître définitivement en 2004.

#### Travaux du Geipan
Le Groupe d'étude et d'information sur les PAN (GEIPAN) est placé sous l’égide d'un comité de pilotage qui donne au CNES ses recommandations sur ses orientations et son fonctionnement. Présidé par Yves Sillard, ancien directeur général du CNES, il comprend quinze membres, représentant les autorités civiles et militaires françaises (gendarmerie, police, sécurité civile, DGAC, armée de l'air) et le monde scientifique (CNRS, Météo-France, CNES). Parmi les quelque mille six cents cas présents dans les dossiers du CNES, certains restent inexplicables « en dépit de la précision des témoignages et de la qualité des éléments matériels recueillis », après enquête du GEIPAN. Ces cas sont désignés sous l'appellation de « phénomènes aérospatiaux de catégorie D, divisée en deux sous catégories D1 et D2 » ou « PAN D ».
De cette étude menée par des enquêteurs du GEIPAN, ressortent les chiffres suivants en avril 2010 :
- 9 % de cas parfaitement identifiés avec preuve à l'appui (catégorie A) ;
- 28 % de cas probablement identifiés sans preuve formelle (catégorie B) ;
- 41 % de cas non identifiables par manque de données physiques et/ou imprécision des témoignages (catégorie C) ;
- 22 % de phénomènes non identifiés (catégorie D, divisée en deux sous catégories D1 et D2).

À noter que si un établissement public comme le GEIPAN répertorie les cas civils d'enquêtes sur les ovnis, il existe un autre établissement, celui-là militaire (dont l'existence a été rendue publique au Journal Officiel du 12 janvier 1955), la Section d'étude des mystérieux objets célestes, ou SEMOC. Ses archives sont classées secret Défense, contrairement à celles du GEIPAN.

#### Rapports non officiels
En 2008, est créée la commission Sigma au sein de l'association aéronautique et astronautique de France (3AF), son but est d'étudier l'origine du phénomène ovni. En 2010, elle rend un premier rapport d'étape, librement consultable. En 2012, le rapport final est rendu, qui reste confidentiel. En 2013, la commission Sigma 2 est créée pour approfondir les recherches sur le sujet.

#### Suisse
Officiellement, la Suisse ne tient ni statistique ni ne dispose d'instance référente officielle.
En 1988, la Télévision suisse romande, dans l'émission Tell quel, questionna les rapports de l'armée suisse et des ovnis, le département militaire fédéral lui répondit que c'était du domaine du secret,.

#### Enquêtes à l'échelon européen
À l'échelle de l'Union européenne, le Committee on Energy, Research and Technology devait étudier l'opportunité d'une recherche sur les ovnis. En février 1993 le rapporteur de la commission sur ce sujet, le physicien italien Tullio Regge, recommandait la mise en place d'une recherche européenne sur le modèle du Sepra de l'époque. Cette résolution ne fut pas discutée au Parlement européen pour des raisons politiques et budgétaires.

### Enquêtes canadiennes
En 1950, le gouvernement canadien crée le projet Magnet, sous l'égide de l'ingénieur James Wilbert Brockhouse Smith, lequel gère le projet jusqu'à sa dissolution en 1954.
Ce projet est marqué notamment par les déclarations de son directeur qui, dès 1953, tient publiquement les propos suivants : « Il apparaît alors que nous sommes face à une forte probabilité de l'existence réelle de véhicules extraterrestres, indépendamment de leur accord avec notre vision des choses. »
Le ministère de la défense nationale a mené des enquêtes sur les ovnis tout autour du Canada, en particulier à Duhamel, en Alberta, au lac Falcon, au Manitoba, et à Shag Harbour, en Nouvelle-Écosse.

### Autres pays
Par ailleurs, dans d'autres pays, l'armée (Royaume-Uni ou Espagne entre autres), les services de renseignement (KGB en Union soviétique), ont enquêté sur le phénomène ovni[réf. nécessaire]. Au Pérou, une agence civile est chargée du problème. En Belgique, l'étude des ovnis est laissée à des associations privées.[réf. nécessaire]

## Les ovnis dans la culture populaire

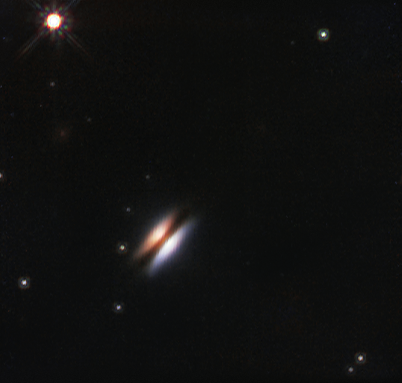
L'étoile Flying Saucer (« soucoupe volante » en anglais), nommée ainsi du fait de sa forme.

Dans la culture populaire, le terme ovni est généralement utilisé pour désigner un vaisseau spatial extraterrestre hypothétique. Par extension, le terme ovni sert à désigner de manière humoristique un personnage ou un objet qui semble surgir de nulle part et qui n'a généralement pas d'avenir (exemple : « un ovni dans le paysage politique »).
Le thème des ovnis et des extraterrestres constitue un phénomène culturel international depuis les années 1950. Si l'on en croit le folkloriste Thomas E. Bullard, « Les ovnis ont envahi la conscience moderne d'une force irrésistible, et le flot incessant de livres, articles de magazine, couvertures de journaux populaires, films, émissions de télé, dessins animés, annonces, cartes de salutation, jouets, […] confirme la popularité de ce phénomène ». Selon un sondage Gallup Poll de 1977, 95 % des sondés disent avoir entendu parler des ovnis, tandis que seulement 92 % disent avoir entendu parler du président des États-Unis Gerald Ford à peine neuf mois après son départ de la Maison-Blanche (Bullard, 141). Un sondage Gallup Poll de 1996 signale que 71 % de la population des États-Unis croit que le gouvernement dissimule des informations concernant les ovnis ; un sondage de 2002 donne des résultats semblables (Roper poll pour la chaîne de télévision Sci Fi), mais en indiquant que davantage de personnes pensent que les ovnis sont d'origine extraterrestre.
Depuis la fin des années 1990, on observe une sorte de démystification du phénomène ovni. En effet, depuis la découverte par la science de nombreuses exoplanètes, la théorie selon laquelle nous ne serions pas seuls dans l'Univers s'impose petit à petit au sein de la communauté scientifique et du public, rendant moins farfelue l'hypothèse de possibles visites de la Terre par des extraterrestres. La publication de livres en faveur de l'HET par des scientifiques ou des ufologues, la tenue de débats télévisés sur le sujet ainsi que la mise à la disposition du public des archives d'organismes officiels comme le GEIPAN, participent à l'acceptation de ce phénomène comme pouvant être la manifestation de visites extraterrestres. Dans un sondage de 2007 mené en France, 48 % des sondés pensent que des extraterrestres ont visité la Terre.

### Arts et folklore

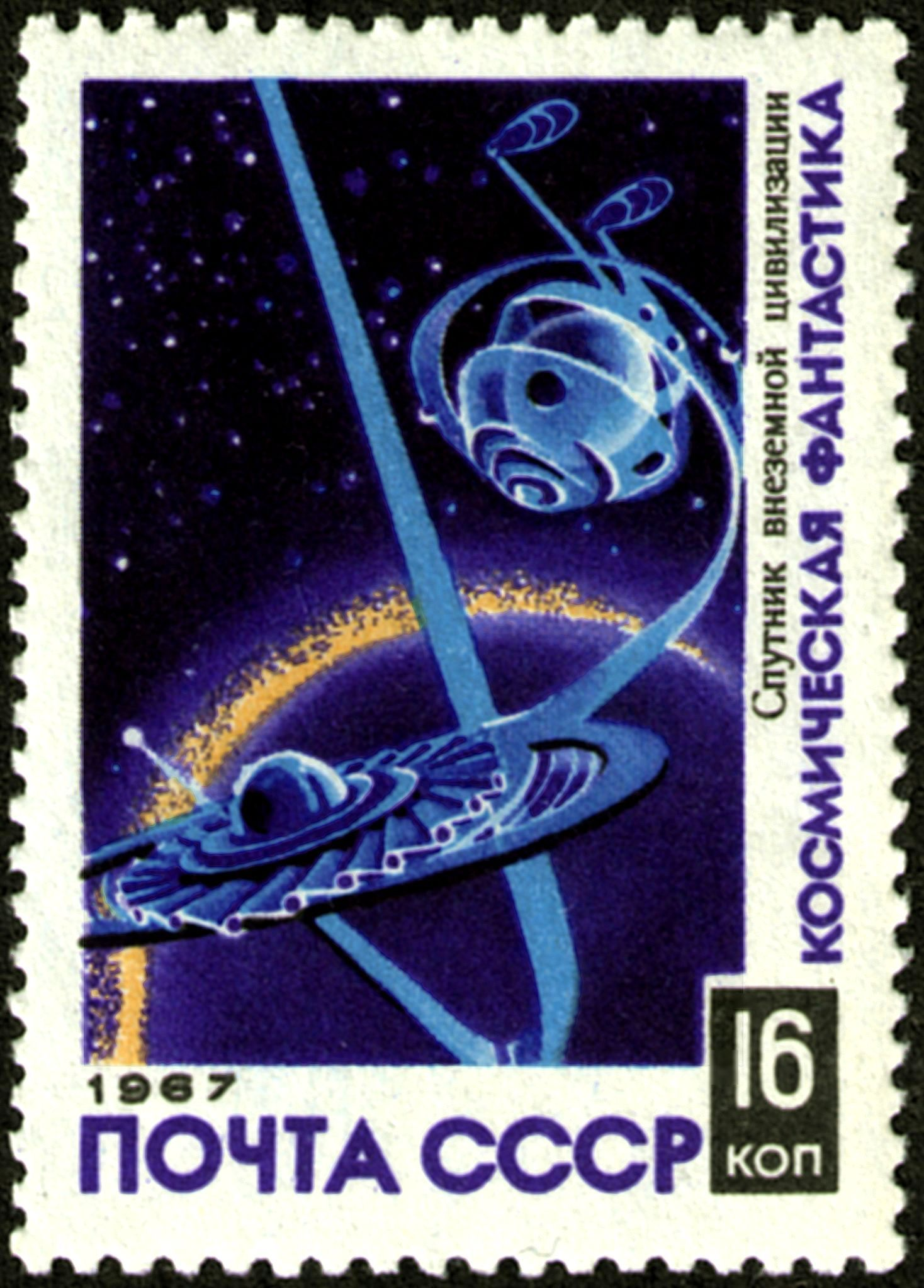
Timbre soviétique de 1967 représentant d'éventuels satellites extraterrestres.

Les ovnis ou plus généralement les extraterrestres font leur apparition en littérature avec La Guerre des mondes, roman écrit par H. G. Wells en 1898. Cet ouvrage, l'un des premiers romans de science-fiction, devait par la suite donner naissance à deux adaptations cinématographiques, la première en 1953 par Byron Haskin et la deuxième en 2005 par Steven Spielberg (lequel a aussi réalisé Rencontres du troisième type et E.T. l'extra-terrestre, deux autres films sur le thème des extraterrestres). La Guerre des mondes est aussi à l'origine d'un des plus célèbres canulars radiophoniques du XXe siècle, qui vit Orson Welles, le 30 octobre 1938, faire croire à la population américaine qu'elle était attaquée par des extraterrestres venus de la planète Mars.
Le début du XXe siècle voit la naissance du mythe des « petits hommes verts » ou « Martiens ». Bien souvent, cette expression est utilisée pour se moquer de l'éventuelle existence d'extraterrestres. La couleur verte a peut-être pour origine le roman d'Edgar Rice Burroughs, A Princess of Mars (1912), où sont décrites différentes espèces de Martiens, dont une à la peau verte. Cette couleur sera reprise par plusieurs autres auteurs, figurant même dans le titre de leur ouvrage, comme The Green Man (1946) d'Harold Sherman ou encore The Third Little Green Man (1947) de Damon Knight.
Un autre événement clé dans le folklore ovni des années 1970 est la publication du livre d'Erich von Däniken Chariots of the Gods. Cet auteur, qui affirme dans son livre que les extraterrestres visitent la Terre depuis des milliers d'années, tente d'étayer cette hypothèse par divers exemples archéologiques et mystères non résolus (voir Théorie des anciens astronautes). De telles idées n'étaient pas vraiment nouvelles. Par exemple, au début de sa carrière, l'astronome Carl Sagan, dans Intelligent Life in the Universe (1966), avait affirmé que les extraterrestres pouvaient fort bien visiter la Terre sporadiquement depuis des millions d'années. Ces théories ont inspiré de nombreux imitateurs, suites et adaptations romanesques, dont un livre (The Bible and Flying Saucers de Barry Downing) qui interprète les phénomènes aériens miraculeux décrits dans la Bible comme la trace écrite de contacts avec des extraterrestres. Nombre de ces interprétations tendent à expliquer l'évolution humaine par l'action des extraterrestres, idée présente par ailleurs dans le roman et le film 2001, l'Odyssée de l'espace et à la base du cycle de l'Élévation de David Brin.
Le phénomène ovni prend une nouvelle tournure dans les années 1980, principalement aux États-Unis, avec la publication des livres de Whitley Strieber (Communion) et de Jacques Vallée (Passeport pour Magonia). Strieber, écrivain de romans d'horreur, pensait que les extraterrestres le harcelaient et étaient responsables de « plages de temps disparues » (missing times) pendant lesquelles il était soumis à d'étranges expérimentations. Cette nouvelle vision, plus sombre, est reprise par d'autres avec les enlèvements extraterrestres et sert de toile de fond à X-Files et bien d'autres séries télévisées. Cependant, même dans cette littérature, les extraterrestres ont des motivations qui peuvent être bienveillantes. Par exemple, le chercheur David Jacobs croit que nous subissons une forme d'invasion discrète par assimilation génétique. Le thème de la manipulation génétique (sans qu'il y ait nécessairement invasion) est également très présent dans les écrits de Budd Hopkins. Le psychiatre John E. Mack (1929-2004) pensait que l'éthique des « envahisseurs » était de jouer le rôle de guides sévères mais bons essayant d'inculquer la sagesse à l'humanité.
La décennie 1990-2000 a été très prolifique en films inspirés par la culture ovni et les extraterrestres, dont Independence Day de Roland Emmerich en 1996 (reprenant aussi le thème de la Zone 51), Mars Attacks (1996), Contact de Robert Zemeckis en 1997, Signes de M. Night Shyamalan en 2002 (reprenant quant à lui le thème des agroglyphes) et Men in Black en 1997, 2002 et 2012 (reprenant le thème des hommes en noir).

### Cercles de contactés
À partir des années 1950, commencent à se former des groupes liés au phénomène ovni, parfois appelés « cercles de contactés ». Le plus souvent les membres de ces groupes se rassemblent autour d'un individu qui affirme être en contact direct ou télépathique avec des êtres célestes ou extraterrestres. Le plus notable d'entre eux est George Adamski, qui affirme avoir été contacté par un grand Vénusien blond (du nom d'« Orthon ») voulant avertir l'humanité des dangers de la prolifération nucléaire. Une Fondation Adamski a pris le relais, publiant et vendant les écrits d'Adamski. Au moins deux de ces groupes ont attiré un nombre important d'adhérents, The Aetherius Society, fondée par le mystique britannique George King en 1956, et la Fondation Unarius, établie par « Ernest L. » et Ruth Norman en 1954.
En France, bien que la tendance des cercles de contactés soit moindre qu'aux États-Unis, quelques contactés sont apparus dans les années 1980, comme Franck Fontaine, protagoniste de l'affaire de Cergy-Pontoise, ou Jean Claude Pantel, lequel affirme avoir été en contact avec différents types d'entités durant une trentaine d'années. Ces cas sont néanmoins considérés, par le plus grand nombre et au travers de différentes sources, comme des canulars.
Le thème récurrent de ces messagers extraterrestres est le danger de la prolifération nucléaire.
Le mouvement raëlien, généralement considéré comme une secte, fait partie des groupes connus fondés sur un prétendu contact extraterrestre, ou encore The Ashtar Galactic Command (« L'état-major galactique Ashtar »).

### Les Hommes en noir (Men in black)

Caricature d'un « Homme en noir ».

« Hommes en noir » (calque de l'anglais « Men in black ») est un terme collectif désignant des personnes imaginaires issues du folklore ovnilogique américain. Leur but serait d'empêcher l'humanité d'accéder à des connaissances de provenance extraterrestre, jugées trop dangereuses pour sa survie. Ils se présenteraient le plus souvent comme des agents travaillant pour le gouvernement fédéral américain. Ces personnes arriveraient seules ou en groupe (le plus souvent en trio) au domicile du témoin d’un événement étrange après un délai qui peut varier d’un jour à plusieurs mois. Le témoin voit en eux tantôt des agents du gouvernement chargés d’étouffer l’affaire, tantôt des créatures non humaines (extraterrestres ou humanoïdes) aux objectifs mystérieux. Ils sont souvent vêtus d'un costume sombre ou gris (tailleur pour les femmes), en général dans le style des années d’après-guerre (et ce quelle que soit la date de leur apparition), comme d’ailleurs leur voiture, lorsqu’ils en ont une.
C'est Gray Barker, dans un classique de l'ufologie, They knew too much about flying saucers, qui lança la thématique des « hommes en noir ». Il y a une dizaine d'années, John C. Sherwood affirma que Gray Barker publiait sous forme d'articles, dans son fanzine ufologique, des textes qui lui étaient soumis en tant que nouvelles de science-fiction. Les hommes en complet noir seraient donc une légende créée de toutes pièces, avant qu'elle ne passe dans le folklore américain du XXe siècle.
Des scénaristes ont souvent profité de la vague description qui est faite des « hommes en noir » pour incorporer ceux-ci dans différents épisodes de séries télévisées. Un comic et trois films, Men in Black, Men in Black 2 et Men in Black 3, ainsi qu'un jeu de rôle du même titre, sont inspirés de ce folklore.

## Ufologie
L'ufologie est une discipline non officielle, souvent le fait d'amateurs, qui consiste à recueillir, analyser et interpréter tout ce qui se rapporte au phénomène ovni (photographies, témoignages, traces au sol, etc.). Elle est née dans les années 1950, en même temps que la médiatisation de l'observation de Kenneth Arnold et de l'incident de Roswell, traduisant le besoin chez certaines personnes de comprendre le phénomène et de s'informer à son sujet. Ce qui caractérise l'ufologie, c'est qu'elle consiste en une étude non officielle des ovnis, par rapport aux études officielles de l'armée de l'air des États-Unis ou du CNES par exemple. Contrairement à une idée reçue, l'ufologie n'a pas vocation à défendre l'hypothèse extraterrestre des ovnis. En effet, de nombreux ufologues étudient l'aspect sociopsychologique de ce phénomène, d'autres mêmes défendent des théories paranormales.
Parmi les ufologues, on retrouve des scientifiques et des ingénieurs mais plus généralement des gens n'ayant aucune formation scientifique. L'ufologie est souvent considérée comme une pseudo-science par ses détracteurs.
La majorité des observations d'ovnis repose sur le témoignage plus ou moins précis d'une ou de plusieurs personnes. En dehors des cas reposant uniquement sur des témoignages, il existe des cas, beaucoup plus rares, corrélés ou prétendument corrélés avec des éléments physiques directs ou indirects. L'explication de ces cas est sujette à d'intenses controverses, le lien entre l'élément physique et le témoignage étant l'aspect le plus généralement contesté. Une partie de ces cas a été analysée par différentes agences gouvernementales scientifiques et militaires. La donnée physique directe concerne les cas détectés par radar ou photographiés, la donnée physique indirecte peut être par exemple une trace au sol ou d'une perturbation environnementale (voir Ufologie#Recherche d'éléments probants).
La corrélation entre récits des témoins et scénarios de science-fiction a amené certains ufologues à s'intéresser aux raisons sociologiques et psychologiques qui poussent certains individus à déclarer avoir vu un ovni. Cette branche de l'ufologie s'appelle « modèle sociopsychologique du phénomène ovni ».

## Cas inexpliqués: interprétations et hypothèses

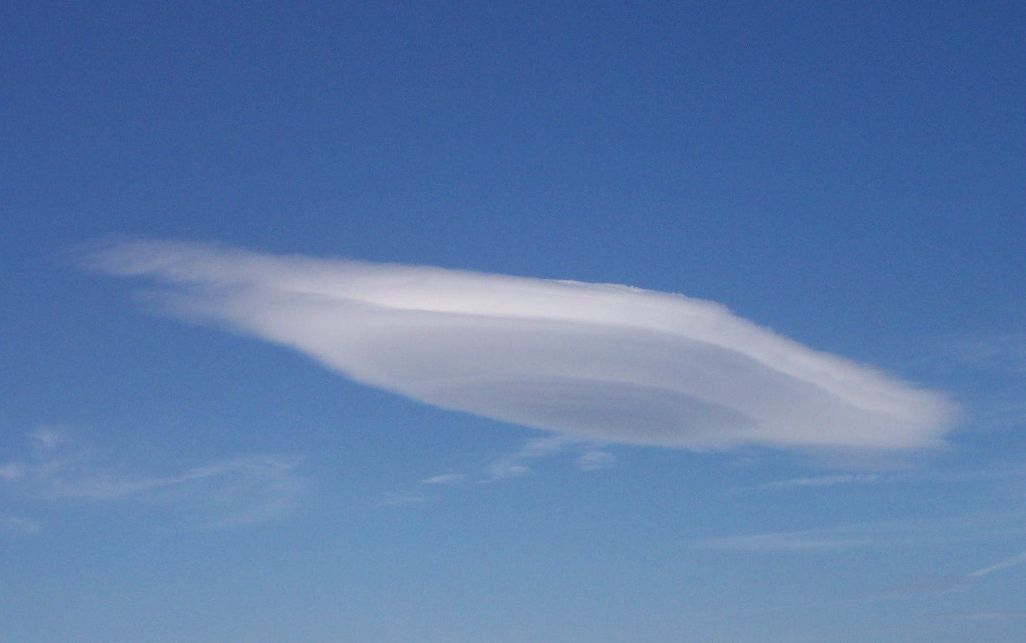
L'Altocumulus lenticularis, nuage immobile formé par des flux ondulatoires, peut entraîner des méprises.

Les statistiques issues d'études d'organismes gouvernementaux officiels indiquent que la majorité des témoignages d'ovnis reposent sur une identification erronée (ou méprise) de phénomènes connus. Cet élément n'est pas sujet à controverse. Néanmoins, le débat continue en ce qui concerne les cas inexpliqués. Deux tendances principales sont apparues : d'un côté ceux qui affirment que l'hypothèse sociopsychologique voire l'hypothèse d'armes volantes non-identifiées sont les meilleures pour expliquer les cas d'ovni inexpliqués tant qu'aucune preuve ne vient soutenir l'hypothèse extraterrestre. Cette position est celle de la majorité de la communauté scientifique. De nombreux sceptiques vont plus loin et considèrent que l'ensemble des observations pourraient être ramenées à des éléments prosaïques tels qu'une identification erronée de phénomènes astronomiques, météorologiques ou d'engins humains, à des canulars et à des phénomènes sociopsychologiques (connus ou non) tels que des méprises complexes, des illusions d'optiques, un phénomène optique inconnu ou encore une paralysie du sommeil (explication souvent donnée pour les prétendues abductions extraterrestres).
Ce dernier point, tendant à expliquer tous les cas par l'hypothèse sociopsychologique, est aujourd'hui contesté dans la mesure où les enquêtes menées sur les ovnis par différents gouvernements n'ont pas permis de déterminer la nature de l'ensemble des cas (cas de catégorie D selon le GEIPAN). Parmi ces gens figurent des scientifiques, des militaires ou encore des pilotes comme Carl Sagan, Peter A. Sturrock, J. Allen Hynek, Philip Morrison ou encore Thornton Page ainsi que les membres de l'actuel GEIPAN. Un travail semblable sera également réalisé par le sous-comité ovni constitué au sein de l'AIAA par Kuettner. Également Richard F. Haines ou Paul R. Hill, spécialistes en aéronautique de la NASA, étudieront divers cas et publieront des ouvrages techniques sur le sujet. Ils incitent à la poursuite des recherches, en particulier sur les cas encore inexpliqués par l'hypothèse sociopsychologique. D'autres vont plus loin en estimant qu'une frange de cas inexpliqués pourrait être due à des visites extraterrestres de la Terre (hypothèse extraterrestre). On retrouve parmi eux des scientifiques comme Jean-Pierre Petit ou Jean-Jacques Velasco ainsi que les membres de l'association française COMETA.
« Le débat autour des ovnis dure depuis près de 50 ans. C'est depuis 1947, en effet, que le phénomène,(...), oppose en des débats passionnés partisans et adversaires de l'"hypothèse extraterrestre". Pour les premiers, les témoignages relatifs à ce phénomène constituent une indication que notre planète est régulièrement visitée par des êtres venus d'ailleurs. Pour les autres, le phénomène ovni se résume essentiellement à une série de confusions et d'interprétations erronées des observations voire des canulars ».
Les sceptiques considèrent que le mouvement ufologique désinforme le grand public en le trompant sur l'état actuel du débat scientifique concernant la nature du phénomène ovni. Cette idée est reflétée par le titre de certains ouvrages ufosceptiques, tels que UFOs: The public deceived : selon l'auteur, ceux qui trompent le grand public sont les associations ufologiques qui essaient de propager l'« idéologie » qu'il y aurait des véhicules spatiaux extraterrestres visitant notre planète. De plus, les sceptiques critiquent les médias qui se font bien trop souvent l'écho de l'hypothèse extraterrestre, sans analyse critique de ces théories.